# Gustaf Dahlbeck
Gustaf Otto Vilhelm Dahlbeck, född 5 juni 1883 i Östersund, död 10 april 1953, var en svensk väg- och vattenbyggnadsingenjör.
Efter studentexamen i Umeå 1901 utexaminerades Dahlbeck från Kungliga Tekniska högskolan 1906 och avlade reservofficersexamen samma år. Han var biträdande ingenjör vid västra väg- och vattenbyggnadsdistriktet 1906–09, ingenjör i olika grader vid statens järnvägsbyggnader 1909–26, distriktschef vid Statens Järnvägar i Luleå och Göteborg 1927–37 samt generaldirektör och chef för Statens Järnvägar 1938–49. Han blev löjtnant i Väg- och vattenbyggnadskåren 1913, överstelöjtnant 1932 och erhöll avsked 1937.